# 11月30日
11月30日（じゅういちがつさんじゅうにち）は、グレゴリオ暦で年始から334日目（閏年では335日目）にあたり、年末まであと31日ある。11月の最終日である。

## できごと

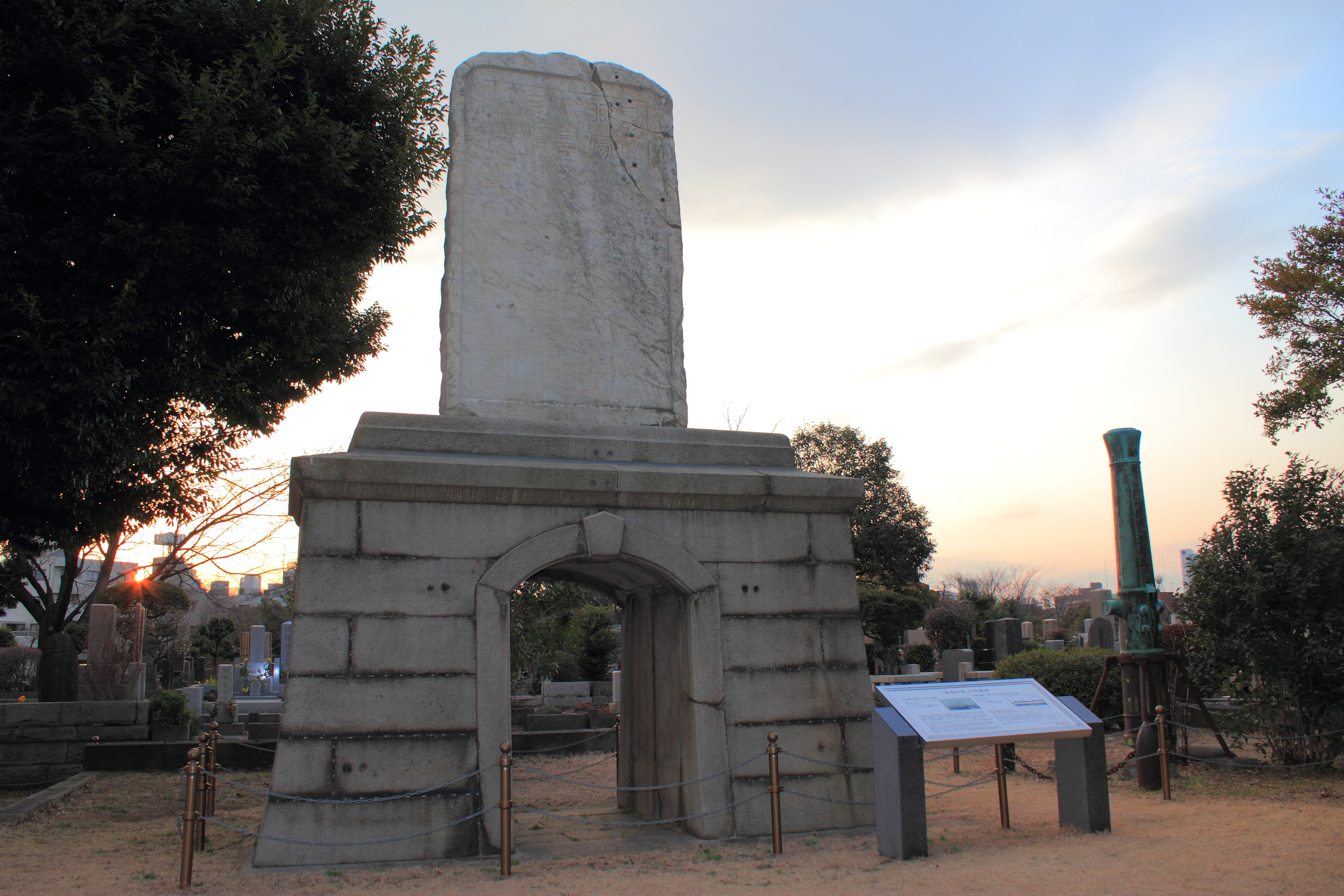
日本政府が初めて外国との訴訟当事者になった千島艦事件(1892)。画像は青山霊園『畝傍の森』で、畝傍 (防護巡洋艦)の記念碑（左）と千島 (通報艦)の砲身。

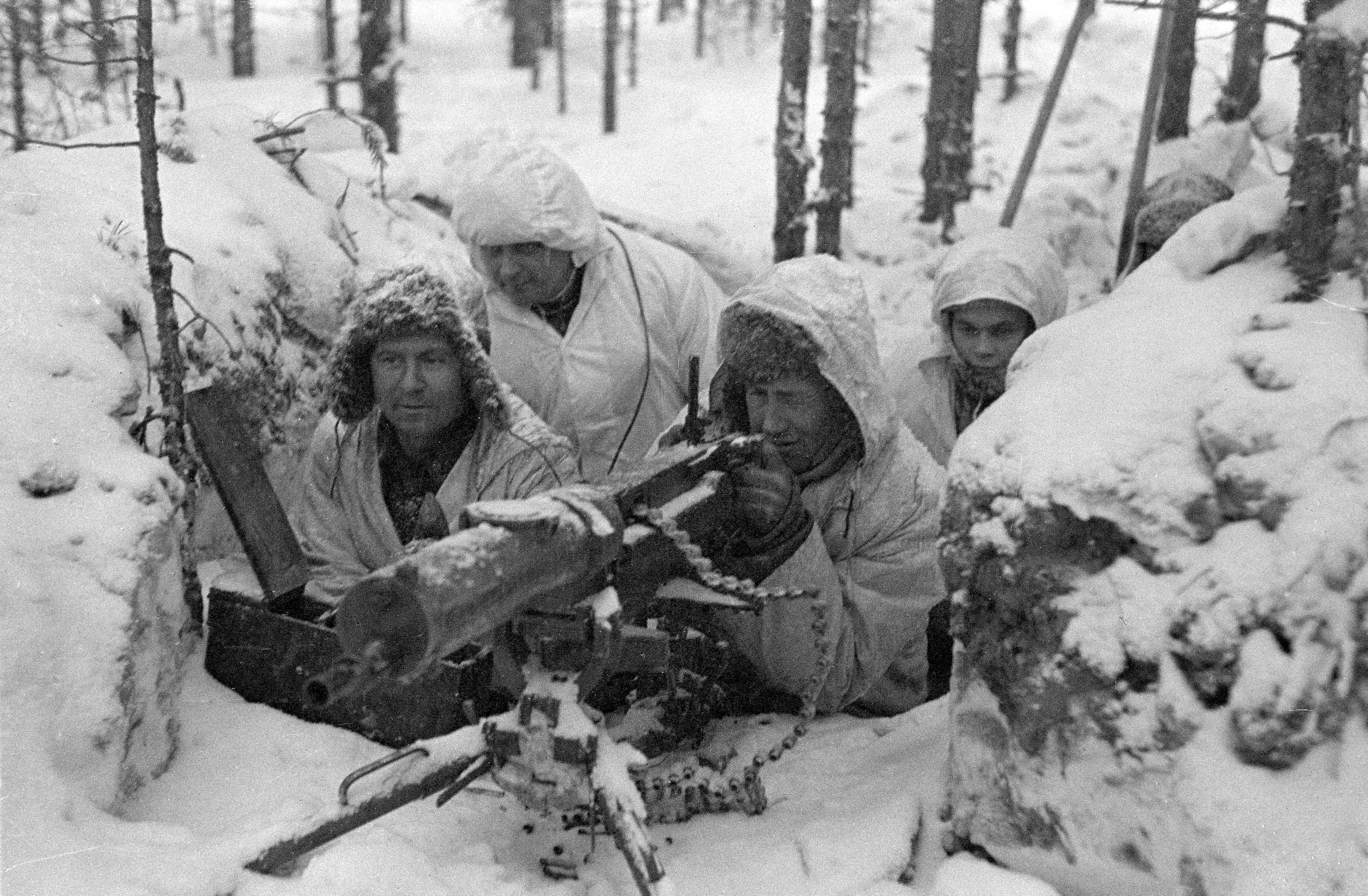
冬戦争勃発(1939)。画像は雪中のフィンランド軍兵士。

- 1783年 - アメリカ合衆国とイギリスがアメリカ独立戦争の講和条約・パリ条約を締結。
- 1786年 - トスカーナ大公国において、レオポルト1世（後の神聖ローマ皇帝レオポルト2世）が、ヨーロッパでは初めて死刑制度の廃止を宣言。（シティズ・フォー・ライフの日）
- 1814年 - フランツ・シューベルトが『羊飼いの嘆きの歌』を作曲。
- 1853年 - クリミア戦争: シノープの海戦。オスマン帝国の軍港シノープをロシア黒海艦隊が奇襲。これ機にイギリス・フランスがクリミア戦争への介入を決意。
- 1864年 - 南北戦争: 第二次フランクリンの戦い。
- 1872年 - 史上初のサッカー国際試合となるイングランド対スコットランドの試合を開催[1]。
- 1888年 - 日墨修好通商条約締結。日本初の対等条約。
- 1892年 - 千島艦事件: 日本海軍の水雷砲艦千島がイギリス商船と衝突、千島は沈没し商船側も損傷を受けた[2]。
- 1892年 - 福澤諭吉の後援で北里柴三郎が大日本私立衛生会伝染病研究所（現東京大学医科学研究所）を設立。
- 1908年 - 日本の駐米大使高平小五郎とアメリカ合衆国国務長官エリフ・ルートが高平・ルート協定に調印。
- 1919年 - 食品工業（現キユーピー）が創業。
- 1920年 - 高山義三の除隊を迎えに来た鍋山貞親ら社会主義者の集団が警官と衝突し、治安維持法違反などで逮捕。（京都赤旗事件）
- 1926年 - 日本ラグビーフットボール協会設立。
- 1936年 - 水晶宮が焼失。
- 1939年 - 第二次世界大戦: ソビエト赤軍がフィンランドに侵攻し、冬戦争が勃発。
- 1942年 - 第二次世界大戦・ソロモン諸島の戦い: ルンガ沖夜戦。
- 1942年 - 横浜港ドイツ軍艦爆発事件がおこる。
- 1943年 - 第二次世界大戦: テヘラン会談で米英ソ首脳が1944年にフランスへのオーバーロード作戦を行うことで合意。
- 1944年 - 第二次世界大戦: 東京に初の夜間空襲。神田、日本橋、本所、芝公園、麻布、六本木などに被害[3]。
- 1948年 - 68歳の歌人の川田順が弟子の大学教授夫人とともに家出。川田が詠んだ歌から「老いらくの恋」が流行語になる。
- 1948年 - 東ベルリンに新市庁が樹立（同年12月7日に西ベルリン市庁が発足）。東西ベルリンが分裂[4]。
- 1949年 - 対共産圏輸出統制委員会（ココム）設立。
- 1949年 - イギリスでエヴァンス事件がおこる。
- 1954年 - ホッジス隕石がアメリカ合衆国アラバマ州に落下。
- 1962年 - ウ・タントが国際連合事務総長に選出。
- 1966年 - バルバドスがイギリスから独立。
- 1967年 - 南イエメンがイギリスから独立。
- 1969年 - 世界初の界磁チョッパ制御車、東京急行電鉄8000系デビュー。
- 1970年 - 南イエメンが国号をイエメン人民民主共和国に改称し、社会主義国家を宣言。
- 1970年 - 北海道の国鉄根北線が最終営業。翌12月1日廃止。
- 1976年 - 新宿区歌舞伎町の雑居ビル内のディスコで爆発。客や店員、通行人など26人が重軽傷[5]。
- 1977年 - 米軍が使用していた東京・立川基地が32年ぶりに全面返還。
- 1984年 - 電電公社がキャプテンシステムの実用サービスを開始。
- 1984年 - 国鉄高砂線・宮原線・妻線が最終営業。翌12月1日廃止。
- 1987年 - 茨城県つくば市が市制施行。
- 1990年 - 台風28号が紀伊半島に上陸。史上最も遅い時期に日本に上陸した台風となった。
- 1990年 - 日本衛星放送(JSB)がサービス放送を開始。（現・WOWOW）
- 1992年 - 広島県呉市の豊島と大崎下島を繋ぐ豊浜大橋が開通[6]。
- 1993年 - オランダで、世界初の安楽死を認める法律（改正埋葬法）が成立。
- 1993年 - アメリカで、銃規制を目的としたブレイディ法が発効。
- 2007年 - 衛星アナログハイビジョンテレビの放送が終了（停波）。
- 2008年 - 東日本フェリーが国内フェリー事業から撤退。
- 2009年 - 朝鮮民主主義人民共和国でデノミネーションを実施[7]。
- 2016年 - 新元素の名前について、113番元素がニホニウム、115番元素がモスコビウム、117番元素がテネシン、118番元素オガネソンに決定。113番元素のニホニウムは、理化学研究所で森田浩介九州大学教授のグループが合成し、日本の科学者が初めて命名した[8]。
- 2019年 - 相鉄・JR直通線が開通し、相模鉄道がJR線に乗り入れて都心直通開始[9]。
- 2020年 - タイ当局が、偽装動物園の疑いがある北東部ムクダハン県にある「ムクダトラ公園牧場」を捜索。5頭の虎を保護した[10]。
- 2023年 - NHKの衛星放送BSプレミアム（BS Ch103）が放送終了。翌12月1日から「NHK BS」「NHK BS プレミアム4K」の2波体制に移行した[11]。
- 2024年 - イギリス下院で安楽死法案可決。
- 2024年 - 10月29日の洪水が元でスペインで天災有給休暇導入。

## 誕生日

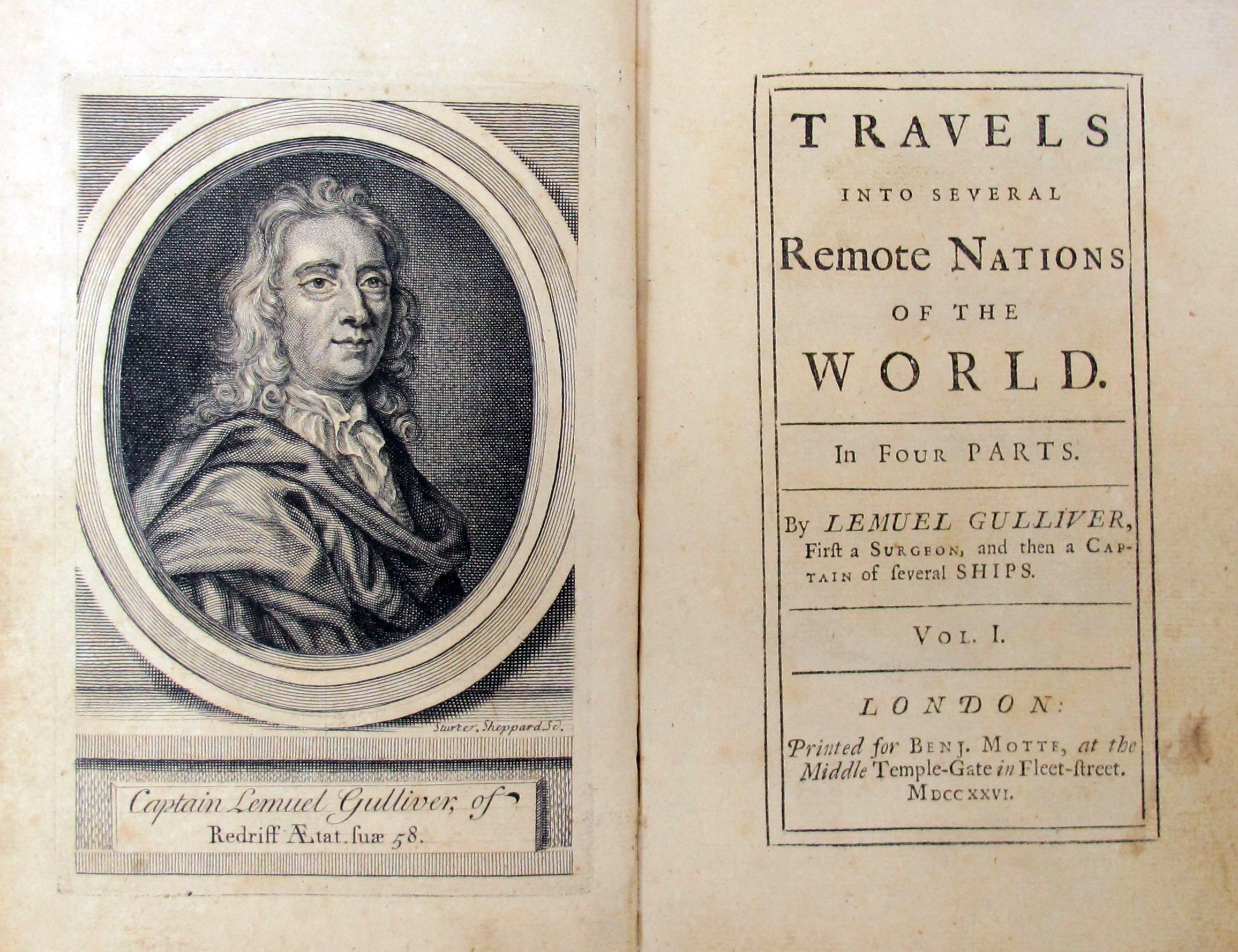
『ガリヴァー旅行記』の作者で知られるイギリスの小説家、ジョナサン・スウィフト(1667-1745)誕生。

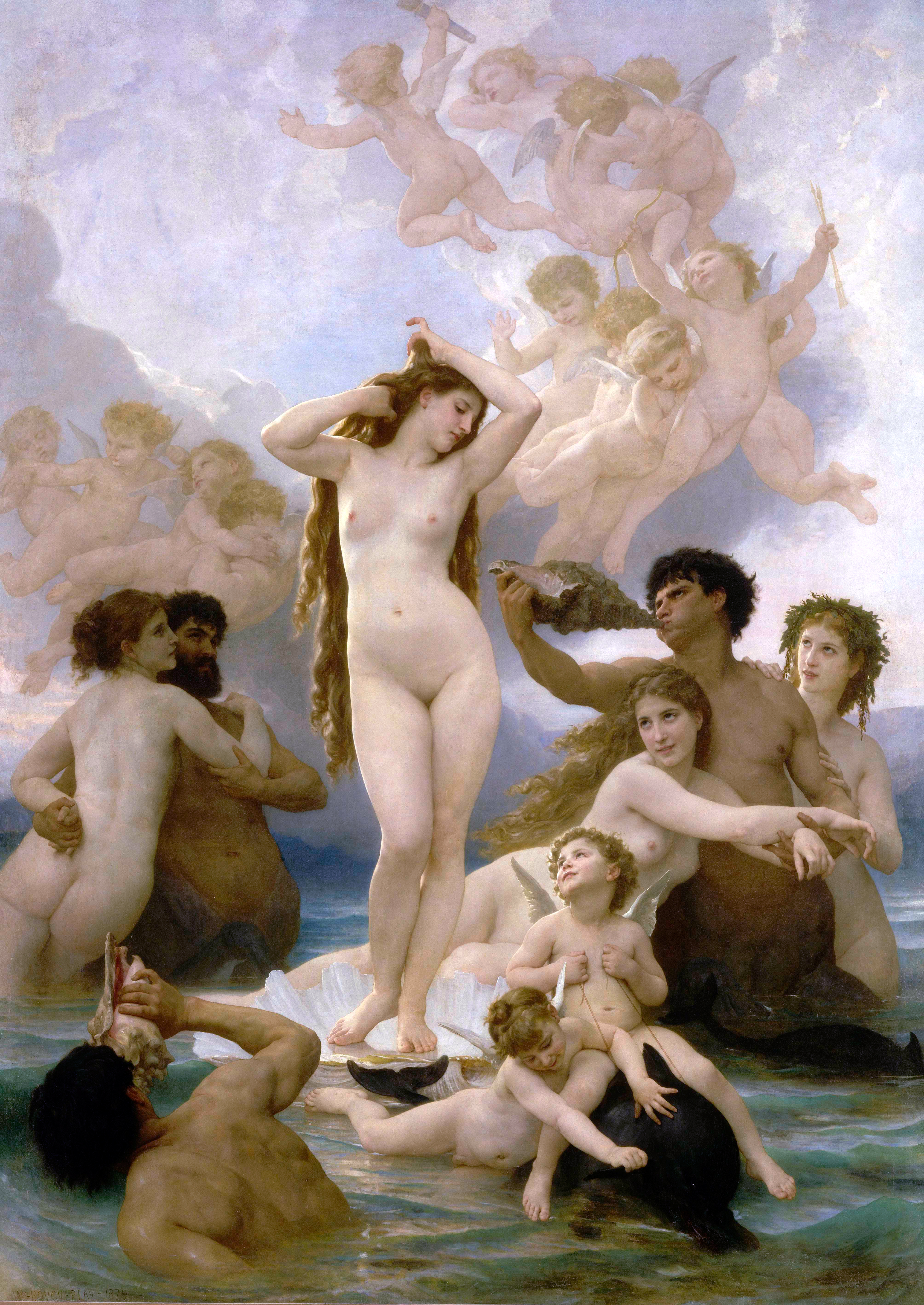
19世紀フランスのアカデミック美術を代表するウィリアム・アドルフ・ブグロー(1825-1905)誕生。画像は《ヴィーナスの誕生》(1879)。

- 1554年 - フィリップ・シドニー、詩人（+ 1586年）
- 1602年（ユリウス暦11月20日） - オットー・フォン・ゲーリケ、科学者（+ 1686年）
- 1667年 - ジョナサン・スウィフト、小説家（+ 1745年）
- 1717年（享保2年10月28日） - 藤堂高朗、第5代津藩主（+ 1785年）
- 1741年（寛保元年10月23日） - 前田重教、第9代加賀藩主（+ 1786年）
- 1752年（宝暦2年10月25日） - 内藤政脩、第3代延岡藩主（+ 1805年）
- 1753年 - ヨハン・バプティスト・シェンク、作曲家（+ 1836年）
- 1754年（宝暦4年10月17日） - 松平光悌、第5代松本藩主（+ 1786年）
- 1791年（寛政3年11月5日） - 井伊直暉、第7代与板藩主（+ 1826年）
- 1811年（文化8年10月15日） - 酒井忠恒、第7代伊勢崎藩主（+ 1868年）
- 1813年 - シャルル＝ヴァランタン・アルカン、作曲家、ピアニスト（+ 1888年）
- 1825年 - ウィリアム・アドルフ・ブグロー、画家（+ 1905年）
- 1828年 - グスタフ・ツォイナー、物理学者、工学者（+ 1907年）
- 1835年 - マーク・トウェイン、作家（+ 1910年）
- 1841年（天保12年10月18日） - 池田仲建、第9代鹿奴藩主（+ 1864年）
- 1845年（弘化2年11月2日） - 平野長裕、初代田原本藩主（+ 1872年）
- 1854年（嘉永7年10月11日） - 松平康載、第2代川越藩主（+ 1923年）
- 1857年（安政4年10月14日） - 陸羯南、ジャーナリスト（+ 1907年）
- 1859年 - セルゲイ・リャプノフ、作曲家、ピアニスト（+ 1924年）
- 1863年 - アンドレス・ボニファシオ、革命家（+ 1897年）
- 1869年 - コンスタンチン・ソモフ、画家（+ 1939年）
- 1870年 - フランク・キレン、プロ野球選手（+ 1931年）
- 1874年 - ウィンストン・チャーチル、政治家、イギリス首相（+ 1965年）
- 1874年 - L・M・モンゴメリ、作家（+ 1942年）
- 1875年 - 長谷川如是閑、ジャーナリスト（+ 1969年）
- 1876年 - 金子薫園、歌人（+ 1951年）
- 1888年 - 末弘厳太郎、法学者（+ 1951年）
- 1888年 - ラルフ・ハートレー、電子工学研究者（+ 1970年）
- 1893年 - 満宮輝仁親王、皇族（+ 1894年）
- 1894年 - 上原六郎、官僚、政治家、元北海道札幌市長、元札幌観光協会長（+ 1964年）
- 1901年 - 向井潤吉、洋画家（+ 1995年）
- 1901年 - 荻須高徳、洋画家（+ 1986年）
- 1905年 - 圓鍔勝三、彫刻家（+ 2003年）
- 1906年 - ジョン・ディクスン・カー、推理作家（+ 1977年）
- 1909年 - ロバート・ナイトホーク、ブルース・ミュージシャン、歌手（+ 1967年）
- 1911年 - 森有正、哲学者、フランス文学者（+ 1976年）
- 1911年 - 田村泰次郎、小説家（+ 1983年）
- 1912年 - 玉ノ海梅吉、大相撲力士（+ 1988年）
- 1914年 - 佐々木基一、文芸評論家（+ 1993年）
- 1915年 - ブラウニー・マギー、ブルース歌手、ギタリスト（+ 1996年）
- 1916年 - 富永三郎、作曲家、教育家（+ 1987年）
- 1918年 - 田川豊、元プロ野球選手（+ 1981年）
- 1923年 - 永井洋二郎、元プロ野球選手（+ 2018年）
- 1924年 - 塚本悦郎、元プロ野球選手（+ 2014年）
- 1924年 - 松橋忠光、警察官僚、著作家（+ 1998年）
- 1925年 - 秋本衛久、政治家、第三代千葉県白井町（現：白井市）長（+ 1999年）
- 1925年 - 林家三平 (初代)、落語家（+ 1980年）
- 1926年 - 中根千枝、社会人類学者（+ 2021年）
- 1927年 - 山田敬蔵、マラソン選手、元世界記録保持者（+ 2020年）
- 1927年 - 内田蒼生也、元プロ野球選手
- 1928年 - 土井たか子、政治家（+ 2014年）
- 1928年 - 小宮隆太郎、経済学者（+ 2022年）
- 1929年 - 三木谷良一、経済学者（+ 2013年）
- 1929年 - レオ・カイリー、元プロ野球選手（+ 1984年）
- 1931年 - 浅井昭衛、宗教法人顕正会会長（+ 2023年）
- 1932年 - 渡辺清、元プロ野球選手
- 1933年 - 富永美沙子、女優、声優（+ 1975年）
- 1933年 - 金子務、科学史家（+ 2020年）
- 1935年 - 大久保昇、実業家
- 1936年 - 小川規三郎、博多織職人
- 1936年 - 打越敏彦、元プロ野球選手
- 1937年 - 千々松幸子、声優
- 1937年 - 光枝明彦、舞台俳優
- 1937年 - 石毛直道、人類学者、国立民族学博物館名誉教授、総合研究大学院大学名誉教授
- 1937年 - リドリー・スコット、映画監督
- 1937年 - 松山容子、俳優
- 1938年 - 亀石征一郎、俳優（+ 2021年）
- 1938年 - 井上真樹夫、声優、俳優（+ 2019年）
- 1939年 - ワルター・ウェラー、音楽家（+ 2015年）
- 1940年 - 安蘇谷正彦、神道学者
- 1940年 - ラリー・ブラウン、バスケットボールコーチ
- 1941年 - 野本三吉、教育学者、横浜市立大学名誉教授、前沖縄大学学長・同大名誉教授
- 1941年 - アリー・ハサン・アル＝マジード、政治家（+ 2010年）
- 1942年 - 高梨英夫、野球選手（+ 2018年）
- 1943年 - アネット・メサジェ、美術家
- 1944年 - 中原全敏、元プロ野球選手
- 1945年 - ロジャー・グローヴァー、ミュージシャン
- 1945年 - ラドゥ・ルプー、ピアニスト（+ 2022年）
- 1945年 - 武藤まき子、芸能リポーター、アナウンサー（+ 2016年）
- 1947年 - 福井澄郎、実業家、関西テレビ放送株式会社取締役相談役
- 1947年 - デヴィッド・マメット、劇作家、脚本家、演出家、映画監督
- 1949年 - 鹿島茂、フランス文学者
- 1949年 - 四代目 江戸家猫八、物真似芸人（+ 2016年）
- 1950年 - ポール・ウェストファル、バスケットボール選手、指導者（+ 2021年）
- 1951年 - 陣内誠、アナウンサー
- 1951年 - 神田紫、講談師
- 1951年 - 三好鉄生、歌手、俳優
- 1951年 - 湯蘭花、女優、歌手
- 1953年 - 柴田智恵野、元競泳選手
- 1954年 - 長沼明、政治家、元埼玉県志木市長
- 1954年 - ロドニー・ブルックス、ロボット工学者
- 1954年 - ローレンス・サマーズ、政治家、経済学者
- 1955年 - 石原千秋、国文学者
- 1955年 - 中川暢三、政治家
- 1956年 - 花井愛子、小説家
- 1957年 - 田口トモロヲ、俳優、声優
- 1957年 - 山田昌弘、社会学者
- 1957年 - リチャード・バルビエリ、ミュージシャン、キーボーディスト（元ジャパン）
- 1957年 - 田村隆、料理人（+ 2020年）
- 1957年 - 横濱茂之、工学者（+ 2014年）
- 1958年 - 杉浦日向子、漫画家、江戸風俗研究家（+ 2005年）
- 1960年 - ゲーリー・リネカー、元サッカー選手
- 1961年 - 相島一之、俳優
- 1962年 - 戸崎貴広、アナウンサー
- 1962年 - 鎌田光明、厚生労働官僚
- 1963年 - 柳家喬太郎、落語家
- 1964年 - 吉祥美玲恵、女優
- 1964年 - 山田恵一、プロレスラー
- 1965年 - 秋篠宮文仁親王、皇族、皇嗣
- 1965年 - 神野三枝、タレント、ラジオパーソナリティ
- 1965年 - 浦和めぐみ、声優
- 1965年 - 中嶋治彦、元プロ野球選手
- 1965年 - ベン・スティラー、俳優
- 1966年 - 渋谷洋樹、サッカー指導者、元サッカー選手
- 1966年 - デビッド・バーコフ、競泳選手
- 1967年 - 水谷加奈、文化放送アナウンサー
- 1968年 - ウチダトモヒロ、作曲家
- 1968年 - 松本梨香、声優
- 1968年 - ローラン・ジャラベール、自転車プロロードレース選手
- 1968年 - デズリー、歌手
- 1969年 - 河合誠三郎、俳優（劇団新派）
- 1969年 - トゥリーナ・ガリヴァー、ダーツプレイヤー
- 1970年 - 小林宏、元プロ野球選手
- 1971年 - 高井美穂、政治家
- 1971年 - 吉本一義、元プロ野球選手
- 1971年 - イバン・ロドリゲス、元プロ野球選手
- 1972年 - 奥井奈緒子、女優、歌手
- 1972年 - 三木雄信、実業家
- 1972年 - 伊藤友則、政治家、千葉県香取市長
- 1972年 - 四位洋文、騎手、調教師
- 1972年 - 橋爪浩一、ファッションモデル、俳優 （+ 1999年）
- 1973年 - 澤田博幸、俳優、声優
- 1973年 - 藤澤英雄、元野球選手
- 1973年 - ジェイソン・リソ（クリスチャン・ケイジ）、プロレスラー
- 1974年 - リー・エンチ、プロロッククライマー
- 1975年 - 束芋、現代美術家
- 1976年 - 馬場美恵子、タレント、元アナウンサー
- 1976年 - クレイグ・ウィルソン、元プロ野球選手
- 1977年 - スティーヴ・アオキ、DJ、音楽プロデューサー
- 1977年 - 斉藤和巳、元プロ野球選手
- 1977年 - オリヴィエ・シェーンフェルダー、フィギュアスケート選手
- 1978年 - 鎌倉千秋、アナウンサー
- 1978年 - 中本智恵美、女優
- 1978年 - 鎌田祐哉、元プロ野球選手
- 1978年 - クレイ・エイケン、歌手
- 1978年 - ガエル・ガルシア・ベルナル、俳優
- 1979年 - 小名川高弘、ミュージシャン（元CHARCOAL FILTER）
- 1979年 - クリス・アトキンソン、ラリードライバー
- 1979年 - セヴァン・カリス＝スズキ、環境活動家
- 1980年 - シェーン・ビクトリーノ、元プロ野球選手
- 1980年 - ハロー植田、お笑いタレント
- 1982年 - 三谷政史、競輪選手
- 1982年 - エリシャ・カスバート、女優
- 1983年 - 武田博行、サッカー選手
- 1983年 - ニコラス・コール、フィギュアスケート選手
- 1983年 - エドガー・ラミレス、プロ野球選手
- 1984年 - 谷本安衣、女優
- 1984年 - ナイジェル・デ・ヨング、サッカー選手
- 1984年 - オリガ・リパコワ、陸上競技選手
- 1985年 - 長谷川暁子、ビーチバレーボール選手、元バレーボール選手
- 1985年 - 宮崎あおい、女優
- 1985年 - 満島ひかり、女優
- 1985年 - ルイス・バルブエナ 、元プロ野球選手
- 1986年 - ジョーダン・ファーマー、バスケットボール選手
- 1987年 - 松田ゆう姫、歌手、タレント
- 1987年 - 中村桃子、将棋棋士
- 1987年 - 高橋知哉、プロボクサー、プロ格闘家
- 1987年 - ビッケブランカ、シンガーソングライター
- 1987年 - チェイス・アンダーソン、プロ野球選手
- 1988年 - 井上優里菜、アイドル
- 1988年 - 藍井エイル、歌手
- 1989年 - ヴラディミル・ヴァイス、サッカー選手
- 1989年 - 瀬村奈月、アナウンサー
- 1990年 - 絵梨華、タレント
- 1990年 - 石川海斗、バスケットボール選手
- 1990年 - マグヌス・カールセン、チェスプレイヤー
- 1990年 - アントワーヌ・ヌゴッサン、サッカー選手
- 1990年 - 熊元プロレス、お笑いタレント (紅しょうが)
- 1991年 - 片山瑛一、サッカー選手
- 1992年 - 石橋学、自転車競技選手
- 1993年 - 知念侑李、歌手、俳優（Hey! Say! JUMP）
- 1993年 - 三丘翔太、演歌歌手
- 1993年 - 中村隼人、歌舞伎役者
- 1993年 - 山内晶大、バレーボール選手
- 1994年 - ながえゆあ、声優
- 1994年 - シャーロット・ウィングフィールド、陸上競技選手
- 1995年 - 小山百代、女優、声優
- 1995年 - 川島零士、声優
- 1996年 - 刈谷友衣子、女優
- 1996年 - 前田土芽、ラグビー選手
- 1996年 - 中西南、AV女優
- 1997年 - 山本杏奈、アイドル（=LOVE、元SPL∞ASH）
- 1998年 - 伊藤純奈、舞台女優、元アイドル（元乃木坂46）
- 1998年 - 松岡佑実、タレント、女優
- 1999年 - 加賀楓、元歌手（元モーニング娘。）
- 2000年 - 樋口幸平、俳優
- 2000年 - 曽谷龍平、プロ野球選手
- 2001年 - 赤坂麻凪、モデル（元りんご娘 彩香）
- 2001年 - 二木蒼生[12]、アイドル（元こけぴよ）
- 2001年 - 高橋夢大、レスリング選手
- 2003年 - 永島田輝斗、プロ野球選手
- 2003年 - 瀬戸ももあ、ファッションモデル
- 2004年 - 立仙百佳、元アイドル（元STU48）
- 2008年 - 小鷹狩八、俳優
- 生年非公表 - 甲斐田ゆき、声優
- 生年不詳 - 照井悠希、声優
- 生年不詳 - 野中深愛、声優
- 生年不詳 - 今村陽子、漫画家
- 生年不詳 - 泉道亜紀、漫画家
- 生年不詳 - 鈴木智恵、気象予報士

## 忌日
- 912年 - オットー1世、ザクセン公爵

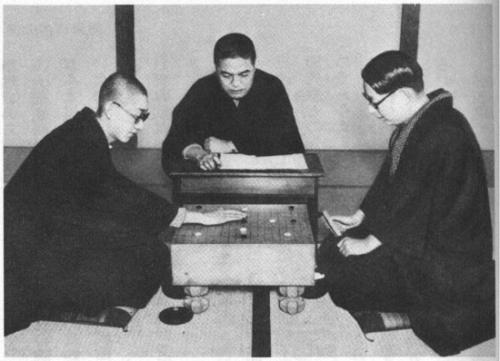
「昭和の棋聖」呉清源(1914-2014)没。画像は、木谷實と対局する呉清源（左）。

水木しげる(1922-2015)没。画像は境港市みなとさかい交流館の「ゲゲゲの鬼太郎」壁画。

- 1187年（文治3年10月29日） - 藤原秀衡、奥州藤原氏第3代当主（* 1122年?）
- 1204年 - イムレ、ハンガリー王国アールパード朝国王（* 1174年）
- 1276年（建治2年10月23日） - 北条実時、鎌倉時代の武将（* 1224年）
- 1280年（弘安3年11月17日） - 円爾、鎌倉時代中期の臨済宗の僧。（* 1202年）
- 1541年（天文10年11月13日） - 尼子経久、出雲国の戦国大名（* 1458年）
- 1602年（慶長7年10月17日） - 立花誾千代、戦国時代の女性当主（* 1569年）
- 1647年 - ボナヴェントゥーラ・カヴァリエーリ、数学者（* 1598年）
- 1654年 - ジョン・セルデン、歴史家、中東学者、政治家（* 1584年）
- 1658年-（万治元年11月17日）- 真田信之、信濃上田藩及び、松代藩の初代藩主。
- 1703年 - ニコラ・ド・グリニー、作曲家（* 1672年）
- 1705年 - キャサリン・オブ・ブラガンザ、イングランド王チャールズ2世の王妃（* 1638年）
- 1749年（寛延2年10月21日） - 松平宗矩、第8代福井藩主（* 1715年）
- 1761年 - ジョン・ドロンド、光学者（* 1706年）
- 1803年（享和3年10月17日） - 前野良沢、蘭学者（* 1723年）
- 1830年 - ピウス8世、ローマ教皇（* 1761年）
- 1846年 - フリードリッヒ・リスト、経済学者、歴史学者（* 1789年）
- 1850年 - ジェルマン・アンリ・ヘス、化学者（* 1802年）
- 1858年（安政5年10月25日） - 牧野忠雅、江戸幕府老中、第10代越後長岡藩主（* 1799年）
- 1863年 - カメハメハ4世、ハワイ王国第4代国王（* 1834年）
- 1884年 - 成島柳北、ジャーナリスト（* 1837年）
- 1895年 - 酒井忠績、江戸幕府大老、第8代姫路藩主（* 1827年）
- 1900年 - オスカー・ワイルド、小説家（* 1856年）
- 1901年 - エドワード・ジョン・エア、探検家（* 1815年）
- 1904年 - 実成院、徳川家茂の生母（* 1821年）
- 1908年 - 西ノ海嘉治郎 (初代)、大相撲第16代横綱（* 1855年）
- 1917年 - ウィリアム・イートン・チャンドラー、第30代アメリカ合衆国海軍長官（* 1835年）
- 1921年 - ヘルマン・アマンドゥス・シュヴァルツ、数学者（* 1843年）
- 1923年 - マーサ・マンスフィールド、女優（* 1899年）
- 1929年 - ダニエル・モロー・バリンジャー、地質学者（* 1860年）
- 1930年 - マザー・ジョーンズ、労働運動家（* 1830年）
- 1933年 - 嘉村礒多、小説家（* 1897年）
- 1934年 - 安川敬一郎、実業家（* 1849年）
- 1935年 - 曾我祐準、日本陸軍の中将、貴族院議員（* 1844年）
- 1935年 - フェルナンド・ペソア、作家（* 1888年）
- 1937年 - 赤沼智善、仏教学者（* 1884年）
- 1938年 - コルネリウ・コドレアヌ、鉄衛団の指導者（* 1899年）
- 1939年 - クン・ベーラ、ハンガリー共産党の指導者（* 1886年）
- 1944年 - アルバート・B・フォール、アメリカ合衆国内務長官（* 1861年）
- 1947年 - エルンスト・ルビッチ、映画監督（* 1892年）
- 1953年 - フランシス・ピカビア、画家、詩人（* 1879年）
- 1954年 - ヴィルヘルム・フルトヴェングラー、指揮者（* 1886年）
- 1955年 - 大山郁夫、政治学者・ジャーナリスト、参議院議員（* 1880年）
- 1957年 - ベニャミーノ・ジーリ、テノール歌手（* 1890年）
- 1962年 - マックス・ファスマー、言語学者（* 1886年）
- 1967年 - ヨシアス・ツー・ヴァルデック＝ピルモント、ヴァルデック侯国皇太子、親衛隊将軍（* 1896年）
- 1973年 - 中川俊思、政治家（* 1903年）
- 1975年 - 三遊亭小円、落語家（* 1910年）
- 1977年 - テレンス・ラティガン、劇作家（* 1911年）
- 1979年 - ローラ・ギルピン、写真家（* 1891年）
- 1979年 - ゼッポ・マルクス、喜劇俳優、マルクス兄弟の五男（* 1901年）
- 1980年 - 福井美恵子、バスケットボール選手（* 1956年）
- 1980年 - カルトーラ、歌手（* 1908年）
- 1982年 - 祖堅方範、空手家（* 1891年）
- 1986年 - オノサト・トシノブ、画家（* 1912年）
- 1989年 - アマドゥ・アヒジョ、政治家、カメルーン大統領（* 1924年）
- 1990年 - ノーマン・カズンズ、ジャーナリスト・作家（* 1915年）
- 1992年 - ジョルジュ・ドン、バレエダンサー（* 1947年）
- 1994年 - ギー・ドゥボール、作家、映画監督（* 1931年）
- 1995年 - 田宮高麿、よど号グループリーダー（* 1943年）
- 1996年 - 小林宏治、実業家、元日本電気（NEC）社長（* 1907年）
- 1998年 - ルース・クリフォード、女優（* 1900年）
- 1998年 - 横井英樹、実業家（* 1913年）
- 1998年 - 小沼文彦、ロシア文学者（* 1916年）
- 1999年 - 黄信介、政治家（* 1928年）
- 2001年 - 西村三郎、生物学者（* 1930年）
- 2002年 - 谷光次、弁護士、政治家、元鳴門市長（* 1907年）
- 2002年 - 平井康三郎、作曲家（* 1910年）
- 2002年 - 門馬晋、ジャーナリスト（* 1930年）
- 2006年 - シャーリー・ウォーカー、作曲家（* 1945年）
- 2007年 - 笹田和子、声楽家、オペラ歌手、音楽教育者（* 1921年）
- 2007年 - シーモア・ベンザー、生物学者（* 1921年）
- 2007年 - フランソワ＝グザヴィエ・オルトリ、第5代欧州委員会委員長（* 1925年）
- 2007年 - 平井イサク、翻訳家（* 1929年）
- 2008年 - 中村弘海、政治家（* 1925年）
- 2008年 - 天野哲夫、小説家（* 1926年）
- 2008年 - 高野宏一、特撮監督（* 1935年）
- 2008年 - 樋口宗孝、ミュージシャン、音楽プロデューサー（* 1958年）
- 2009年 - ミロラド・パヴィチ、作家（* 1929年）
- 2009年 - 青木健、経済学者（* 1941年）
- 2010年 - ペーター・ホフマン、テノール歌手（* 1944年)
- 2011年 - 木村若友、浪曲師（* 1911年）
- 2011年 - 杉山二郎、美術史家（* 1928年）
- 2011年 - 常見忠、元プロ野球選手、釣り師（* 1930年）
- 2011年 - 伊藤光四郎、野球選手（* 1937年）
- 2012年 - インドラ・クマール・グジュラール、政治家、第15代インド首相（* 1919年）
- 2012年 - 豊岡豊、ジャズドラマー（* 1930年）
- 2013年 - 矢野俊比古、政治家、通産官僚、元通商産業事務次官（* 1938年）
- 2013年 - ポール・ウォーカー、俳優（* 1973年）
- 2014年 - 呉清源、囲碁棋士（* 1914年）
- 2014年 - 伏屋修治、政治家、元公明党衆議院議員（* 1930年）
- 2014年 - 原嘉壽子、オペラ作曲家（* 1935年）
- 2015年 - 佐藤泰正、文芸評論家（* 1917年）
- 2015年 - 谷川寛三、政治家、第47代科学技術庁長官（* 1920年）
- 2015年 - 水木しげる、漫画家（* 1922年）
- 2015年 - 岡本おさみ、作詞家（* 1942年）
- 2016年 - アリス・ドラモンド、女優（* 1928年）
- 2016年 - 小笠原敏晶、実業家、投資家、ジャパンタイムズ名誉会長、ニフコ創業者（* 1931年）
- 2016年 - 朝本浩文、音楽プロデューサー（* 1963年）
- 2017年 - ヴィンセント・スカーリー、建築史家（* 1920年）
- 2017年 - 原寿雄、ジャーナリスト、元共同通信社編集主幹（* 1925年）
- 2017年 - 松平誠、コンピューター技術者、生活文化学者（* 1930年）
- 2017年 - 小池唯夫、新聞記者、元毎日新聞社社長、元日本新聞協会会長、元パシフィック・リーグ会長（* 1932年）
- 2017年 - 間宮勇、法学者、明治大学副学長（* 1957年）
- 2018年 - ジョージ・H・W・ブッシュ、政治家、アメリカ合衆国第41代大統領（* 1924年）
- 2018年 - 黒澤満、実業家、映画プロデューサー、セントラル・アーツ取締役社長（* 1933年）
- 2019年 - マイケル・ハワード、歴史学者、国際戦略研究所名誉所長（* 1922年）
- 2019年 - 白簱史朗、山岳写真家（* 1933年）
- 2019年 - マリス・ヤンソンス、指揮者、バイエルン放送交響楽団・ロイヤル・コンセルトヘボウ管弦楽団首席指揮者（* 1943年）
- 2019年 - マイケル・ハワード、歴史学者、国際戦略研究所名誉所長（* 1922年）
- 2020年 - 池田龍雄、画家（* 1928年）
- 2020年 - 俵浩三、景観学者、林学者、専修大学北海道短期大学名誉教授（* 1930年）
- 2020年 - リリアーネ・ユーヒリ、看護教育者（* 1933年）
- 2020年 - 鳥居一雄、政治家（* 1937年）
- 2020年 - フィリップ・キャスグラン、実業家、ロンシャン社長（* 1937年）
- 2021年 - 本堂寛、国語教育学者、日本語学者、青山学院大学名誉教授（* 1932年）
- 2021年 - 嶋田正義、政治家、神崎郡福崎町長（*1935年）
- 2021年 - 加藤克巳、元プロ野球選手（* 1935年）
- 2021年 - 三遊亭圓丈、落語家（* 1944年）
- 2021年 - 三島紀元、政治家、元笠岡市長（* 1946年）
- 2021年 - レイ・ケネディ、元サッカー選手、指導者（* 1951年）
- 2021年 - hiro、ギタリスト（te'）（* 生年非公表）
- 2022年 - 江沢民、政治家、第3代最高指導者・中国共産党総書記（* 1926年）
- 2022年 - 斎藤文男、法学者、九州大学名誉教授（* 1932年）
- 2022年 - マレー・ハルバーグ、元陸上競技選手、1960年ローマ五輪金メダリスト（* 1933年）
- 2022年 - 金井清一、プロゴルファー（* 1940年）
- 2022年 - クリスティン・マクヴィー、ミュージシャン、ソングライター（* 1943年）
- 2022年 - ダヴィデ・レベッリン、自転車ロードレーサー（* 1971年）
- 2023年 - 甲斐信枝、絵本作家（* 1930年）
- 2023年 - ロルフ・ヴィルヘルム・ブレードニヒ、民俗学者、口承文芸研究家（* 1935年）
- 2023年 - サンテ・ガイアルドーニ、サイクリスト、1960年ローマ五輪金メダリスト（* 1939年）
- 2023年 - アリスター・ダーリング、政治家、元英国財務大臣（* 1953年）
- 2024年 - 早田和泰、アナウンサー（* 1964年）

## 記念日・年中行事
- シティズ・フォー・ライフの日
世界500都市以上で行われる死刑制度廃止運動。1786年のこの日、神聖ローマ皇帝レオポルト2世が、ヨーロッパでは初めて死刑制度の廃止を宣言したことを記念。

- アンドレス・ボニファシオの日（ フィリピン）
フィリピンの独立運動家・アンドレス・ボニファシオの誕生日を記念。
- 独立記念日（ バルバドス）
1966年のこの日、バルバドスがイギリスから独立した。

- 人生会議の日（ 日本）
2018年、ACP愛称選定委員会が、人生の最終段階における医療・ケアに関し、本人が家族等と話し合う取り組み「アドバンス・ケア・プランニング(ACP)」について、愛称を「人生会議」に決定。これを受けて、厚生労働省が11月30日を「いいみとり」、「いいみとられ」の日とし、人生の最終段階における医療・ケアについて考える日と制定[13]。
- 年金の日（ 日本）
2014年（平成26年）7月7日に開催した「年金の日（仮称）」検討会で議論した結果、「いい（ 11 ）みらい（ 30 ）」が、全ての世代に親しみやすい語呂合わせであることなどから、厚生労働省が、毎年11月30日を年金の日に制定。高齢期に備え、その生活設計に思いを巡らしてもらうことを呼びかけている[14]。
- 本みりんの日（ 日本）
全国味淋協会が制定。「い(1)い(1)み(3)りん(0)」の語呂合せと、最も鍋物等で需要の多い時期であることから。
- ゲゲゲ忌（ 日本）
漫画家・水木しげるの命日。水木の代表作『ゲゲゲの鬼太郎』に因み、水木が上京してから晩年まで住んでいた東京都調布市が2016年に制定。
- オートフォーカスカメラの日
1977年（昭和52年）のこの日、小西六写真工業（後のコニカ）が世界初の自動焦点（オートフォーカス）カメラ「コニカC35AF」を発売した。